# Łaziska (gromada w powiecie opolsko-lubelskim)
Łaziska – dawna gromada, czyli najmniejsza jednostka podziału terytorialnego Polskiej Rzeczypospolitej Ludowej w latach 1954–1972.
Gromady, z gromadzkimi radami narodowymi (GRN) jako organami władzy najniższego stopnia na wsi, funkcjonowały od reformy reorganizującej administrację wiejską przeprowadzonej jesienią 1954 do momentu ich zniesienia z dniem 1 stycznia 1973, tym samym wypierając organizację gminną w latach 1954–1972.
Gromadę Łaziska z siedzibą GRN w Łaziskach utworzono – jako jedną z 8759 gromad na obszarze Polski – w powiecie puławskim w woj. lubelskim na mocy uchwały nr 14 WRN w Lublinie z dnia 5 października 1954. W skład jednostki weszły obszary dotychczasowych gromad Łaziska wieś, Łaziska kol., Kosiorów, Wojciechów, Janiszów i Kępa Piotrawińska ze zniesionej gminy Kamień w tymże powiecie. 
13 listopada 1954 gromada weszła w skład nowo utworzonego powiatu opolsko-lubelskiego w tymże województwie, gdzie ustalono dla niej 17 członków gromadzkiej rady narodowej.
1 stycznia 1962 do gromady Łaziska włączono wieś Niedźwiada Duża z gromady Zagłoba w tymże powiecie.
1 stycznia 1969 do gromady Łaziska włączono wsie Braciejowice, Głodno, Niedźwiada Mała, Zakrzew i Kolonia Koło ze zniesionej gromady Braciejowice w tymże powiecie.
Gromada przetrwała do końca 1972 roku, czyli do kolejnej reformy gminnej. 1 stycznia 1973 w powiecie opolsko-lubelskim utworzono gminę Łaziska (od 1999 gmina znajduje się w powiecie opolskim w woj. lubelskim).